# Hradec nad Moravicí (zámek)
Zámek Hradec nad Moravicí je zámecký komplex ve městě Hradec nad Moravicí v okrese Opava. Areál zámku se nachází v jižní části města na protáhlém ostrohu nad řekou Moravicí. Starší částí je tzv. Bílý zámek, z 19. století pochází novogotický Červený zámek s hlavní vstupní branou. Od roku 2001 je národní kulturní památkou. Je ve vlastnictví státu (správu zajišťuje Národní památkový ústav) a je přístupný veřejnosti.

## Historie
Místo pozdějšího zámku bylo osídleno pravděpodobně už od první poloviny 8. století a nejpozději od 10. století se zde nacházelo hradiště. Gallus Anonymus písemně zmiňuje neúspěšné obléhání Hradce roku 1060 polským knížetem Boleslavem II. Smělým:
| „                 | A tak poté, co dal Kazimír tomuto světu poslední sbohem, spravoval polské království jeho prvorozený syn Boleslav, muž štědrý a bojovný. Svými vlastními činy by se dostatečně vyrovnal činům předků, kdyby jím nezmítala jakási přemíra ctižádosti a marnivosti. Neboť přestože na počátku svého panování vládl Polákům i Pomořanům a shromáždil jich nespočetné množství u hradu Hradce, aby jej dobyl, pro svou umíněnou neústupnost nejen že hrad nedobyl, ale dokonce jen s obtížemi unikl nástrahám Čechů, a tak ztratil vládu nad Pomořany. | “ |
| — Gallus Anonymus | |   |

V zakládací listině kláštera Hradisko z 3. února 1078 se uvádí celní stanice, která stála nedaleko Hradce. V listině z roku 1224, kterou český král Přemysl Otakar I. potvrdil a rozšířil Opavě její městská práva, se zmiňuje hradecký kastelán Vítek.

### Hradec majetkem opavských Přemyslovců

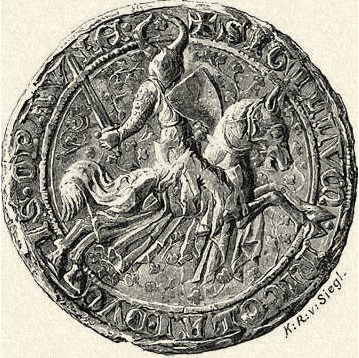
Pečeť Mikuláše II. Opavského, majitele Hradce v letech 1312–1365

Rozsáhlý gotický hrad zde vznikl v polovině 13. století za Přemysla Otakara II. po požáru staršího objektu.
V roce 1269 převzal správu celého Opavska nemanželský syn Přemysla Otakara II. kníže Mikuláš I. Opavský, zakladatel opavské linie Přemyslovců, která Hradec vlastnila do 15. století. Po bitvě na Moravském poli se v Hradci dočasně usadila královna Kunhuta se Závišem z Falkenštejna. Poté o Opavsko včetně Hradce soupeřil Mikuláš Opavský s králem Václavem II., dočasně se Hradec dostal do zástavy polským Piastovcům. K ustanovení samostatného Opavského knížectví došlo v roce 1318, kdy zástavu vyplatil Jan Lucemburský. Větev opavských Přemyslovců se dlouhodobě potýkala s nedostatkem financí i ztrátou prestiže, k dalším sporům došlo poté, co vévoda Přemek I. zastavil panství v roce 1383 významnému moravskému šlechtici Lackovi z Kravař. Přemek I. poté přenesl sídlo knížectví přímo do Opavy a význam Hradce i díky husitským válkám poklesl.
Od Jana III. Opavského skoupil zdejší majetek král Jiří z Poděbrad a udělil jej svým synům. Kníže Viktorín z Poděbrad sice Hradci v roce 1481 uděllil městská práva a erb, ale pokles vlivu ve prospěch Opavy se již nedal zastavit. V roce 1530 převzali Hradec jako zástavu Žabkové z Limberka a o rok později hrad vyhořel. Více než padesát let poté byli zástavními držiteli Hradce Cetrysové z Kynšperka, kteří podnikli přestavbu hradu v raně renesančním stylu.

### Hradec za vlády Pruskovských z Pruskova
Za vlády Rudolfa II. bylo celé Opavsko protestantské, ale cílem dvorských úředníků bylo dosáhnout ryze katolického regionu. Proto udělení hradeckého panství do zástavy bylo ovlivněno politickými zájmy a v roce 1581 ji získal vlivný dvořan a diplomat Kašpar Pruskovský z Pruskova. Ten již v roce 1584 dosáhl získání panství do dědičného vlastnictví a tím definitivně skončila éra Hradce jako majetku českých panovnických dynastií.
Hned po převzetí Hradce zahájil Kašpar Pruskovský přestavbu Hradce, která trvala více než třicet let (1585–1620) a tehdy došlo k zásadní proměně z pohraniční pevnosti na pohodlné renesanční sídlo. Za stavovského povstání odmítl Jan Kryštof Pruskovský přislíbit věrnost Fridrichovi Falckému, načež byl zbaven úřadů a vzbouřené slezské stavy mu zabavily i Hradec. Po porážce povstání sice Pruskovský dosáhl navrácení Hradce do svého majetku, ale v letech 1626–1627 jej okupovalo dánské vojsko, které pak bylo vytlačeno Valdštejnem. Vpády nepřátelských i císařských vojsk zámek značně utrpěl a během třicetileté války se především rozšiřovalo opevnění.
Teprve díky zklidnění poměrů po skončení třicetileté války mohli Pruskovští pokračovat v barokní přestavbě zámku. Pozornost ale věnovali i svým dalším majetkům ve Slezsku a také na Moravě. Dostavba hradeckého zámku do podoby čtyřkřídlé budovy s rozlehlým nádvořím trvala do konce 17. století. Hrabě Erdman Kryštof Pruskovský (1676–1753) soustředil svou pozornost na jihomoravské panství Bzenec a v roce 1733 nakonec prodal Hradec, čímž skončila vláda Pruskovských po 150 letech.
Novým majitelem Hradce se v roce 1733 stal svobodný pán Wolf Konrád Neffzern, císařský rada a bohatý podnikatel v oblasti těžby drahých kovů. Neffzernové obohatili areál Hradce o křížovou cestu na vrchu Kalvárie (1764) a navázali i na kulturní tradice Pruskovských, kteří na zámku provozovali koncerty a divadelní představení. Během prusko-rakouských válek však Hradec několikrát obsadila pruská vojska a Wolfgang Karel Neffzern se v roce 1777 rozhodl panství prodat. Využil předchozího zájmu knížete Jana Karla Lichnovského, který Hradec koupil za 270 000 zlatých.

### Hradec za knížat Lichnovských

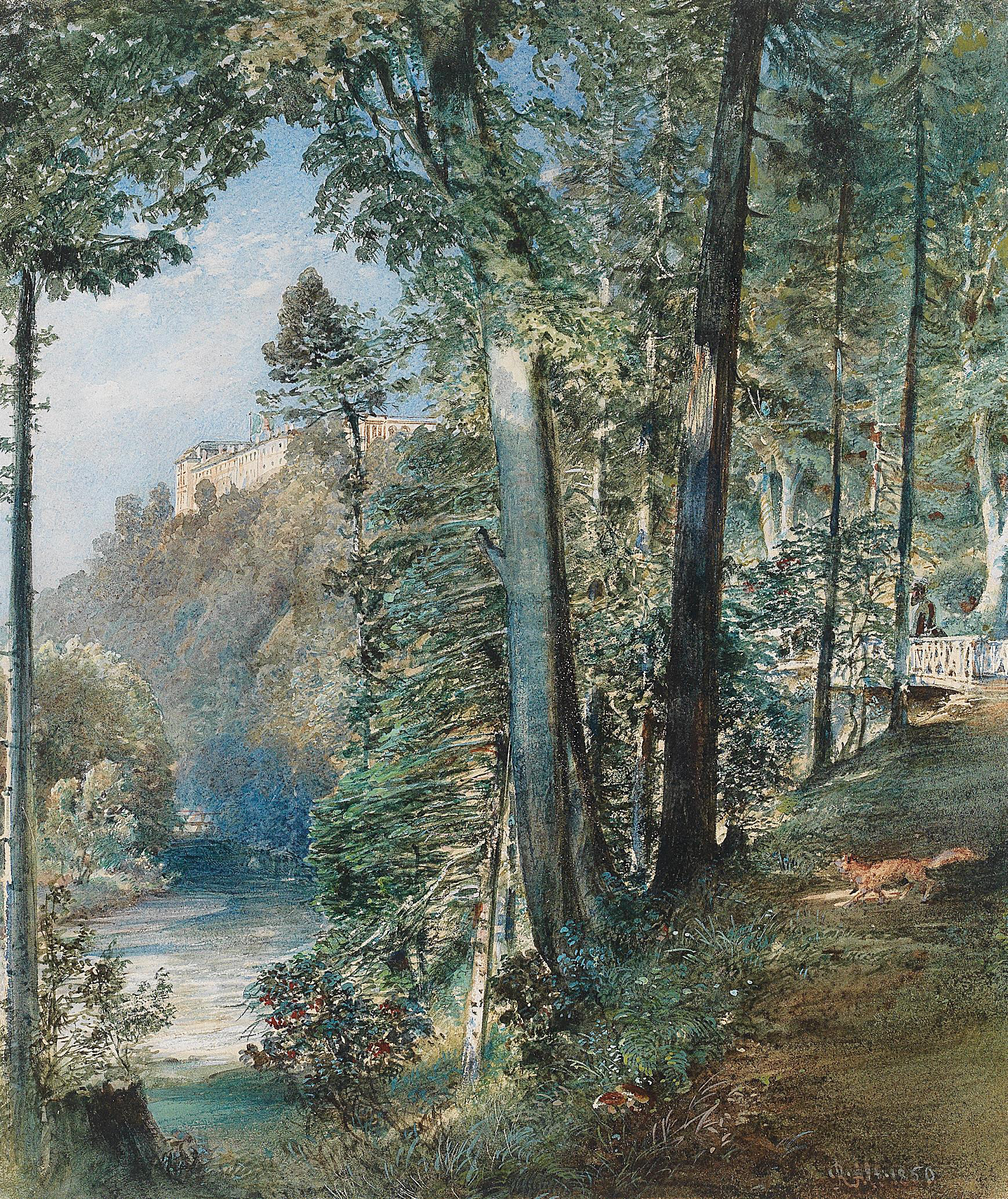
Zámek Hradec nad Moravicí na obraze Rudolfa von Alt, 1850

Jan Karel Lichnovský (1720–1788) původně působil ve službách Marie Terezie, ale nakonec přijal knížecí titul od pruského krále Fridricha II. Kromě Hradce usiloval také o nedaleký Fulnek, který se mu ale získat nepodařilo. Jeho nástupce Karel Alois (1761–1814) sice trvale žil ve Vídni, ale rozsáhlý požár v Hradci (1796) jej donutil k radikální přestavbě zámeckého areálu. Kulturní zájmy Lichnovských dokládají návštěvy významných osobností z oblasti hudby jako Ludwig van Beethoven nebo Ferenc Liszt. V této době došlo také k založení rozsáhlého anglického parku, inspirovaného krajinářskou úpravu na zámku Bad Muskau.

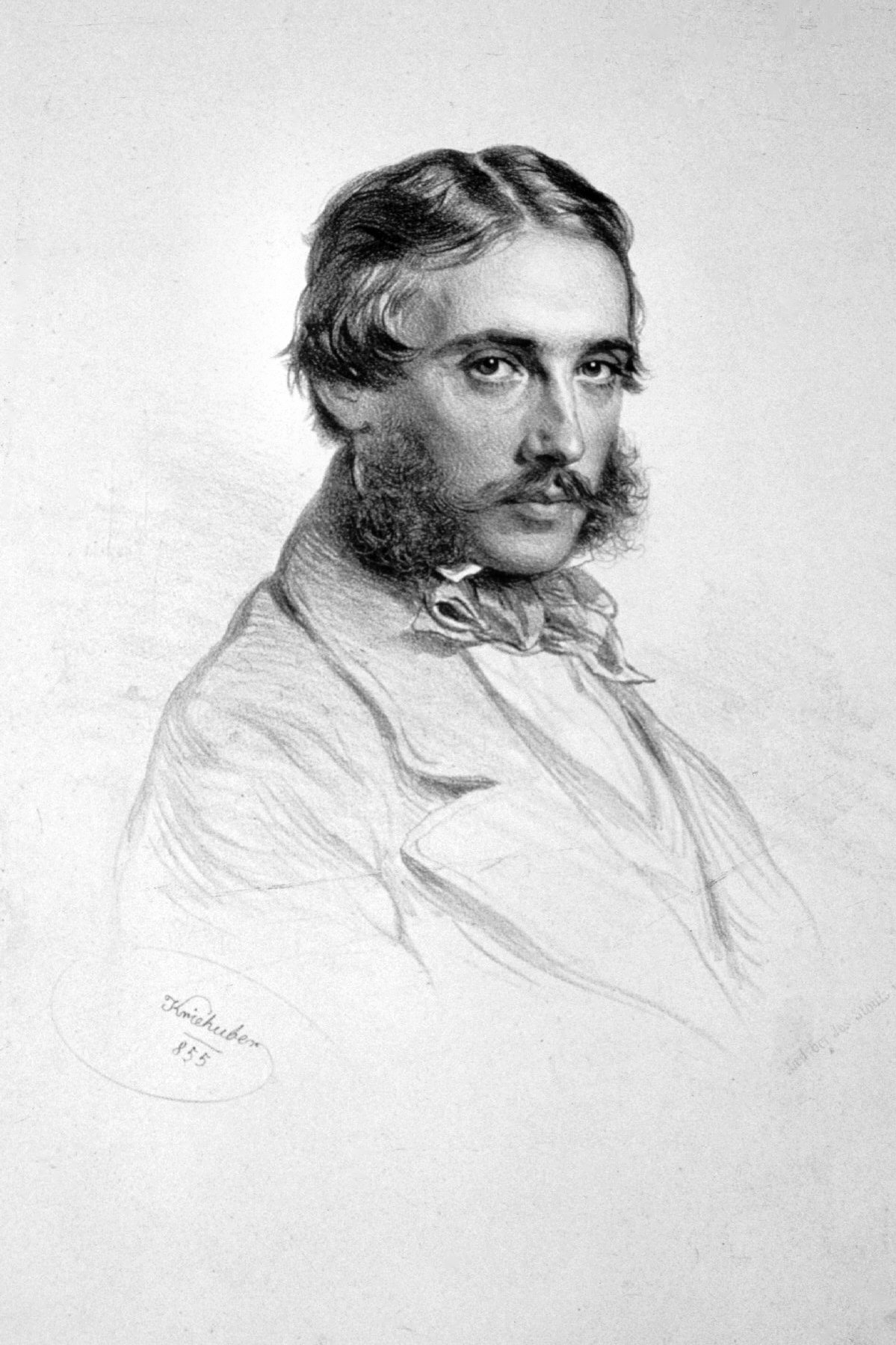
Kníže Karel Maria Lichnovský, majitel Hradce 1857–1901

Úmrtím knížete Felixe a jeho ústním odkazem na smrtelném loži se Hradec krátce ocitl mimo majetek Lichnovských. Dědičkou panství se v roce 1848 stala Felixova přítelkyně Dorothea, vévodkyně zaháňská, která vyrovnala všechny dluhy váznoucí na Hradci, ale nakonec majetek v roce 1850 za půl miliónu zlatých prodala zpět Lichnovským. Ke sloučení všech statků Lichnovských došlo až za knížete Karla Marii (1819–1901) v roce 1857. Karel Maria Lichnovský často cestoval do zahraničí, s rodinou pobýval v Berlíně nebo na zámku v Chuchelné, zatímco do Hradce zajížděl jen zřídka. Přesto inicioval zásadní rozšíření areálu o tzv. Červený zámek, v této době Hradec navštívil německý kancléř Otto von Bismarck.
Kníže Karel Max Lichnovský (1860–1928) byl v letech 1912–1914 velvyslancem Německého císařství ve Velké Británii, na počátku první světové války byl propuštěn z diplomatických služeb. Následně se sem přesídlil s manželkou Mechtildou a třemi dětmi (Michael * 1909, Leonore * 1906 a Wilhelm * 1905). Ještě předtím v roce 1913 Hradec navštívil německý císař Vilém II., s nímž se Karl Max i Mechtilde setkali. Mechtilde vedla na zámku společenský a hudební salón. jejími hosty byli například Karl Kraus, Rainer Maria Rilke, Hugo von Hofmannsthal, Siegfried Jacobsohn nebo Oskar Kokoschka, který ji zde roku 1916 portrétoval.
Po vzniku Československa do majetku Lichnovských zasáhla první pozemková reforma, mezitím byl v roce 1921 pro pojistné účely proveden odhad nemovitostí zámeckého komplexu, který všechny budovy ocenil na bezmála 6 miliónů korun československých. Posledním soukromým majitelem byl mladší syn dosavadních majitelů, Wilhelm/Vilém Lichnovský (1905–1975). Za jeho správy byla kvůli finančně náročné údržbě zvažována likvidace Červeného zámku. Koncem dubna 1945 Lichnovští před postupující frontou odjeli do Vídně a jen na třech vozech odvezli nejvzácnější části ze zámeckého mobiliáře.
Jako německý majetek byl Hradec v roce 1945 zkonfiskován a národním správcem byl jmenován bývalý dlouholetý zámecký majordomus ing. Hubert Obr. Ten se snažil uchránit zámek a jeho vybavení před zásahy státu, v roce 1948 ale emigroval a Hradec přešel pod Národní fond Praha. V roce 1949 byl zámek zpřístupněn veřejnosti a téhož roku přešel pod Krajský národní výbor v Ostravě. Samotný zámek byl od roku 1952 ve správě Krajského osvětového střediska a konala se zde řada kulturních akcí spojených s osobnostmi, které v minulosti Hradec navštívily (Beethovenův Hradec). V roce 1979 byl zámek uzavřen a začala dlouholetá generální rekonstrukce, ke znovuotevření došlo v roce 1996.
V roce 2001 byl areál zámku v Hradci nad Moravicí prohlášen národní kulturní památkou a od roku 2003 je ve správě Národního památkového ústavu.
V letech 2017–2019 proběhla komplexní obnova a restaurování Červeného zámku.
| Rok  | Počet návštěvníků |
| ---- | ----------------- |
| 2015 | 37 369            |
| 2016 | 49 876            |
| 2017 | 48 071            |
| 2018 | 42 951            |

## Stavební vývoj
V místě staršího osídlení vzniklo již v 8.-9. století hradiště, které se později stalo pohraniční pevností. Gotický hrad čtyřúhelníkového půdorysu s dvěma věžemi a mohutnými hradbami byl postaven ve 13. století za Přemysla Otakara II. V roce 1531 hrad vyhořel a vzápětí byl opraven rodem Cetrysů z Kynšperka, který jej měl v zástavě. První podrobný popis objektu pochází z roku 1570, z něj je ale patrné, že charakter pevnosti, navíc dost zchátralé, ještě převládal. Přestavbu na renesanční zámek podnikli až Pruskovští z Pruskova v letech 1585–1620. Teprve tehdy získala hlavní budova pravidelnou dispozici, zámek měl tři křídla, na západní straně stála pouze zeď, čtvrté křídlo bylo dostavěno až po roce 1648.
V roce 1796 Hradec lehl popelem a knížecí rod Lichnovských téměř dva roky váhal, jak s rozvalinami naložit. Nakonec bylo rozhodnuto o zásadní přestavbě, kterou vedl krnovský stavitel Johann Mihatsch. Teprve tehdy došlo k likvidaci posledních pozůstatků starého hradu, a to i za pomoci střelného prachu, protože hradby a věže byly stále velmi pevné. Bílý zámek získal svou současnou podobu, i když přístavba skleníků a oranžerie navazující na jižní křídlo zanikla koncem 19. století. Přestavbou hradeckého zámku vytvořil Mihatsch první významné dílo raného klasicismu ve Slezsku, které se stalo inspirací pro řadu dalších architektonických kreací v regionu.
Dalšími úpravami za Lichnovských byla přístavba iónského portiku ke vstupnímu křídlu (1845, Karl Klumpner) a rozdělením nádvoří arkádovou chodbou (1861, Karl Lüdecke). Lüdecke v letech 1872-1876 modernizoval zámecké interiéry a krátce nato došlo podle projektu Ernsta Händela k výstavbě hospodářského zázemí, tzv. Červeného zámku (1874–1881) I když projekt nebyl dokončen v plném rozsahu, Červený zámek v okázalém novogotickém slohu z režného zdiva doplněný o impozantní vstupní bránu prakticky zdvojnásobil rozsah zámeckého areálu. Nejmladší stavbou na Hradci je tzv. Bílá věž jižně od Bílého zámku dokončená v roce 1887.

## Zámek ve filmu
- Princezna a půl království (2019, režie: Karel Janák)
- Labyrint II (seriál, 2017)
- Dick Whittington (1993, režie: Vlasta Janečková)

## Galerie

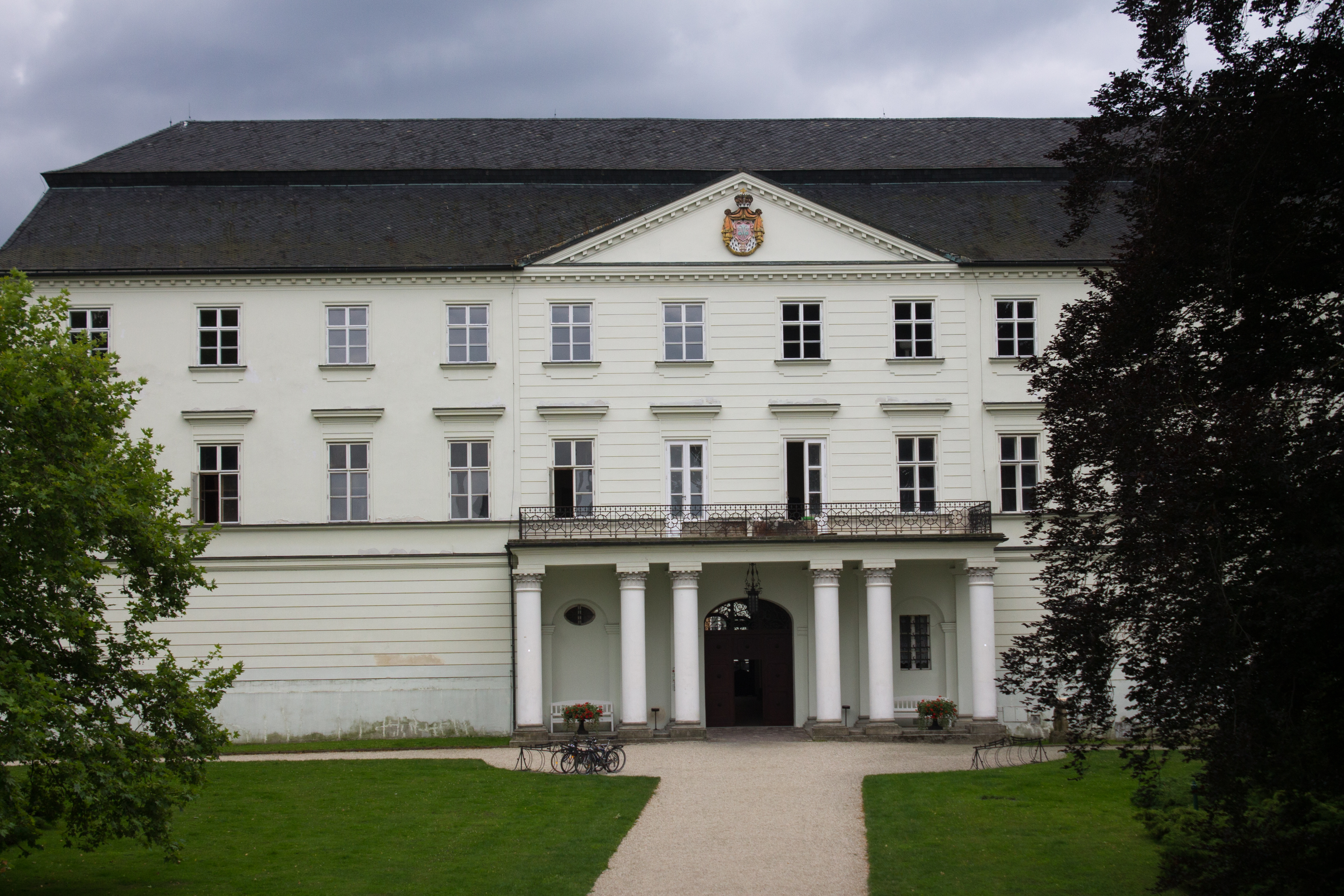
Bílý zámek
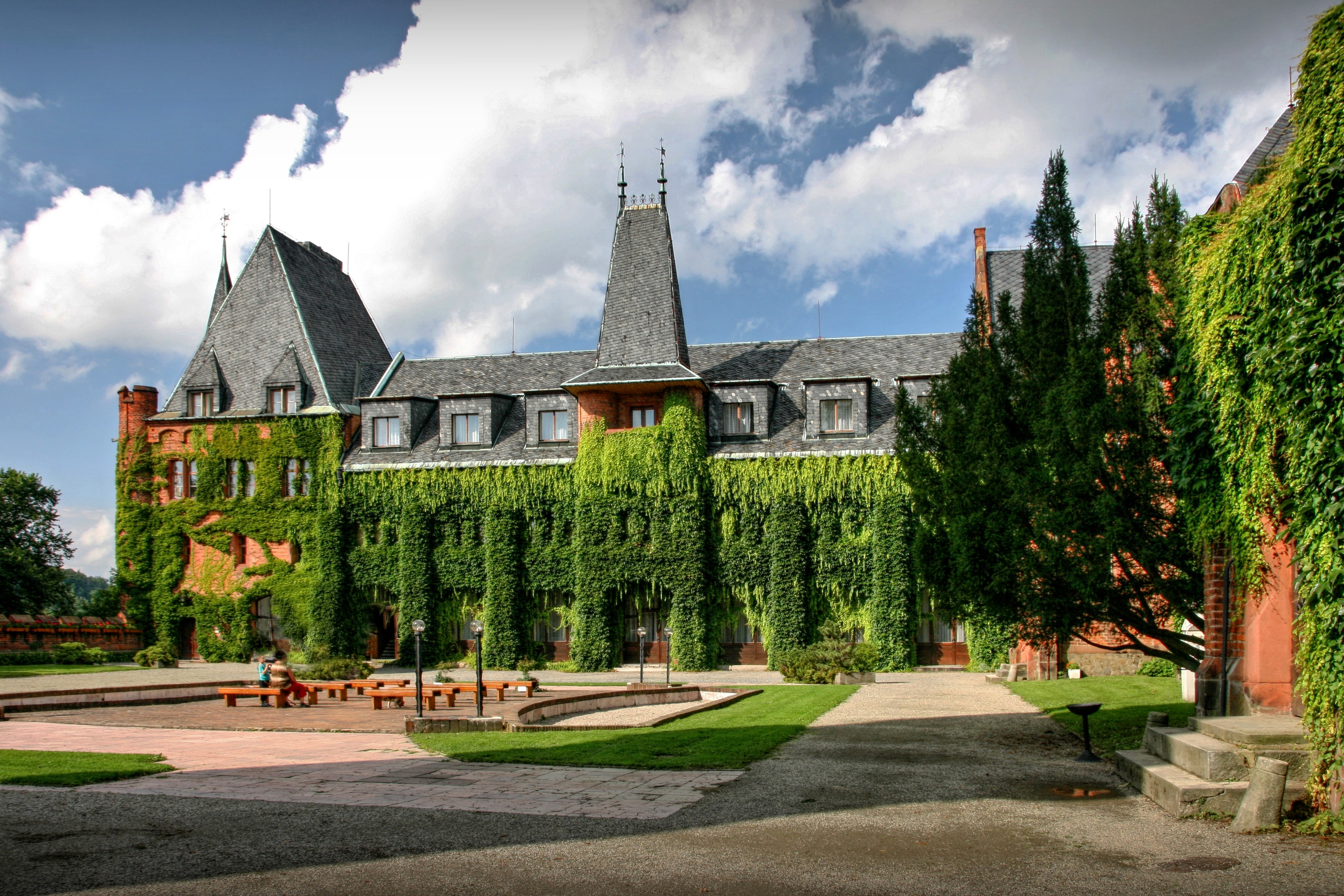
Červený zámek
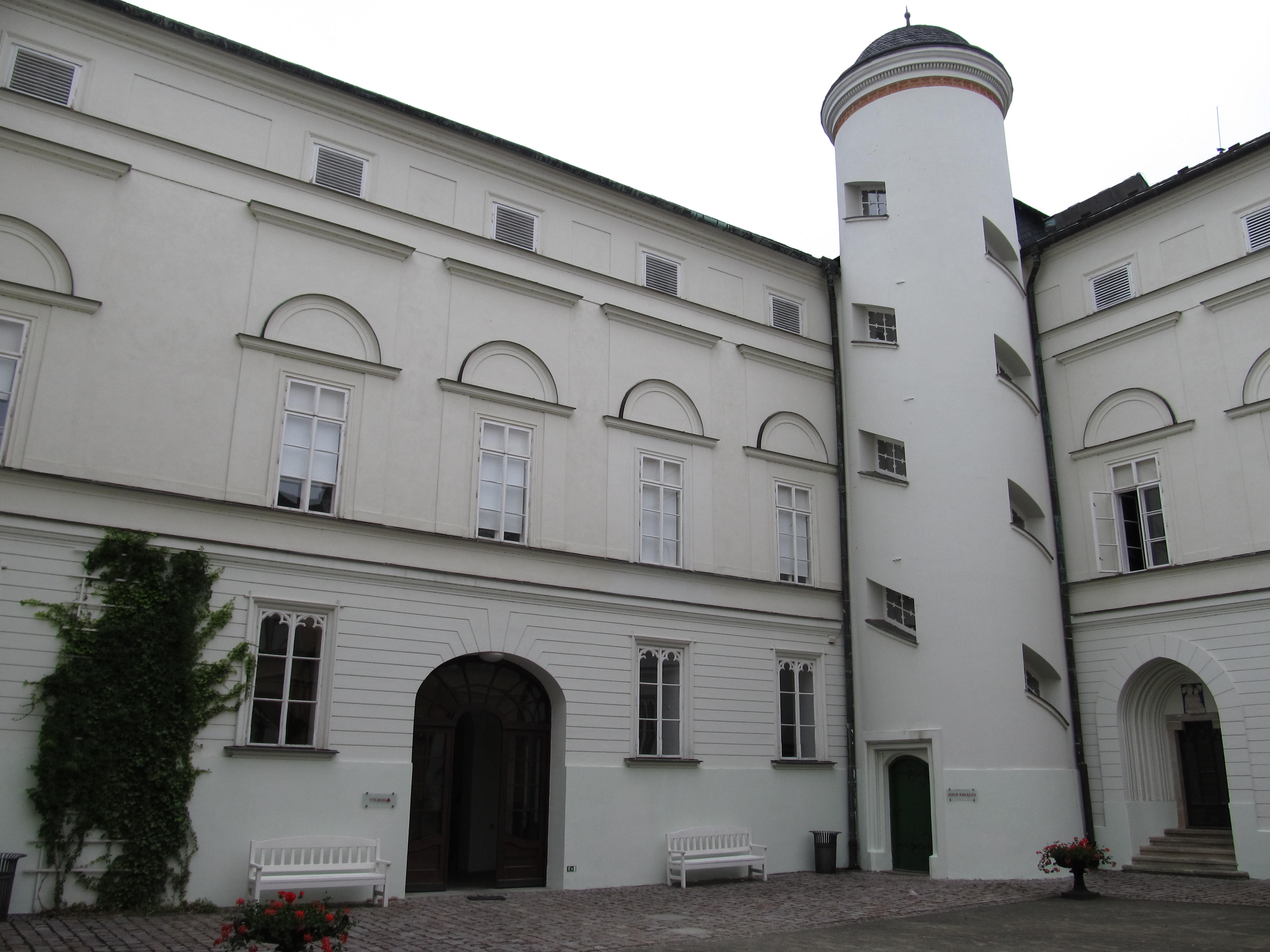
Nádvoří Bílého zámku
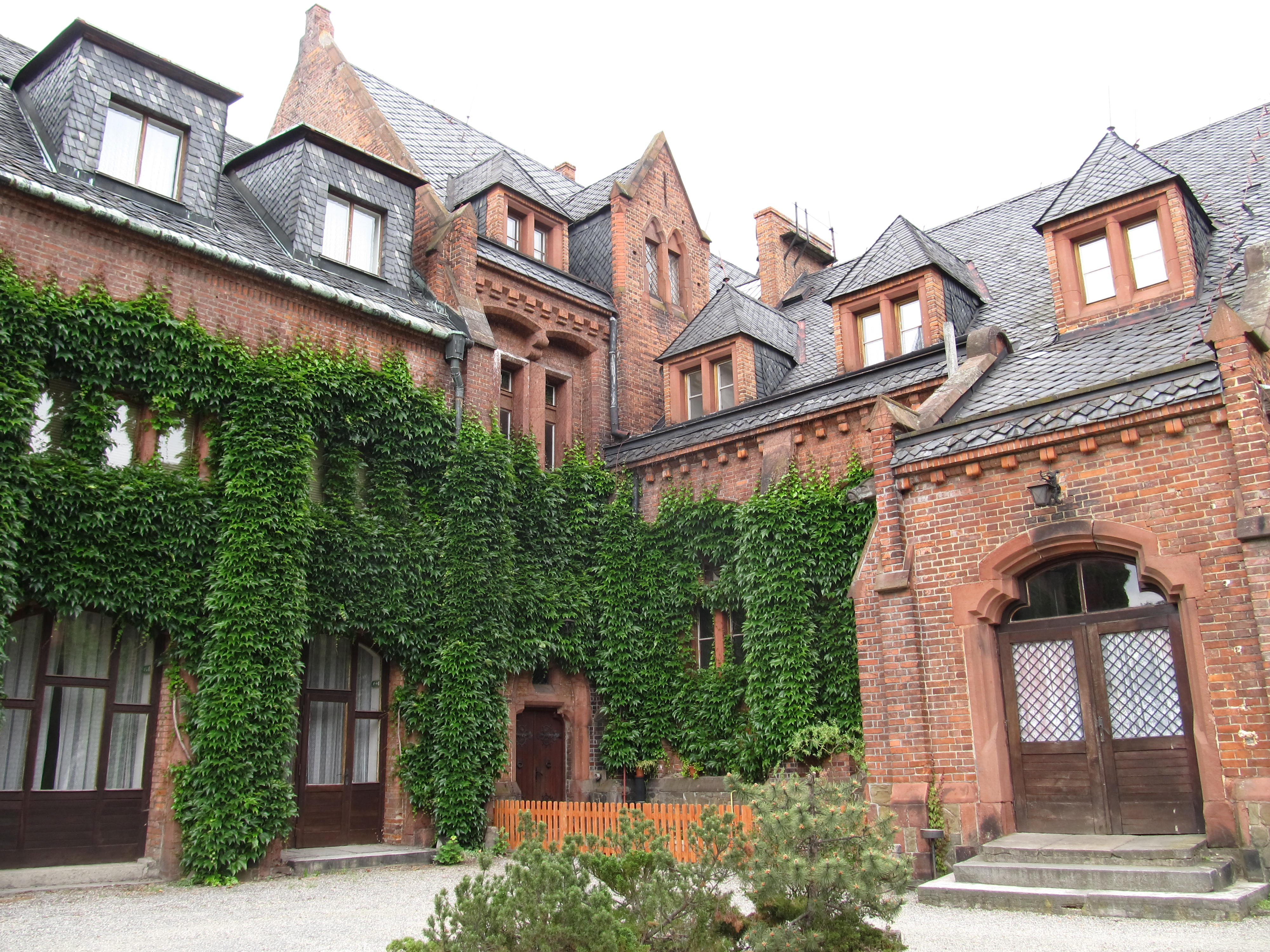
Nádvoří Červeného zámku
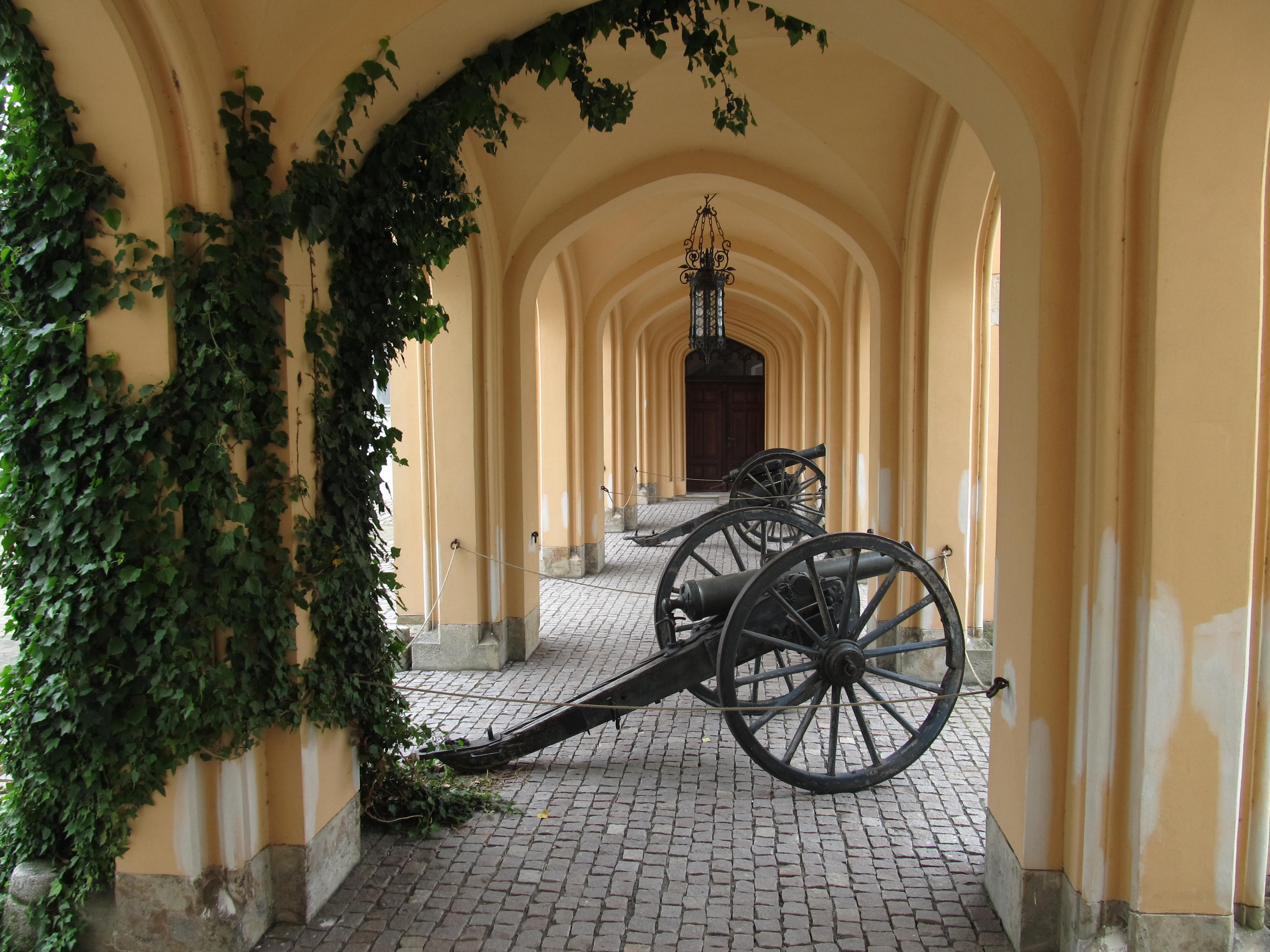
Arkádová chodba na nádvoří Bílého zámku
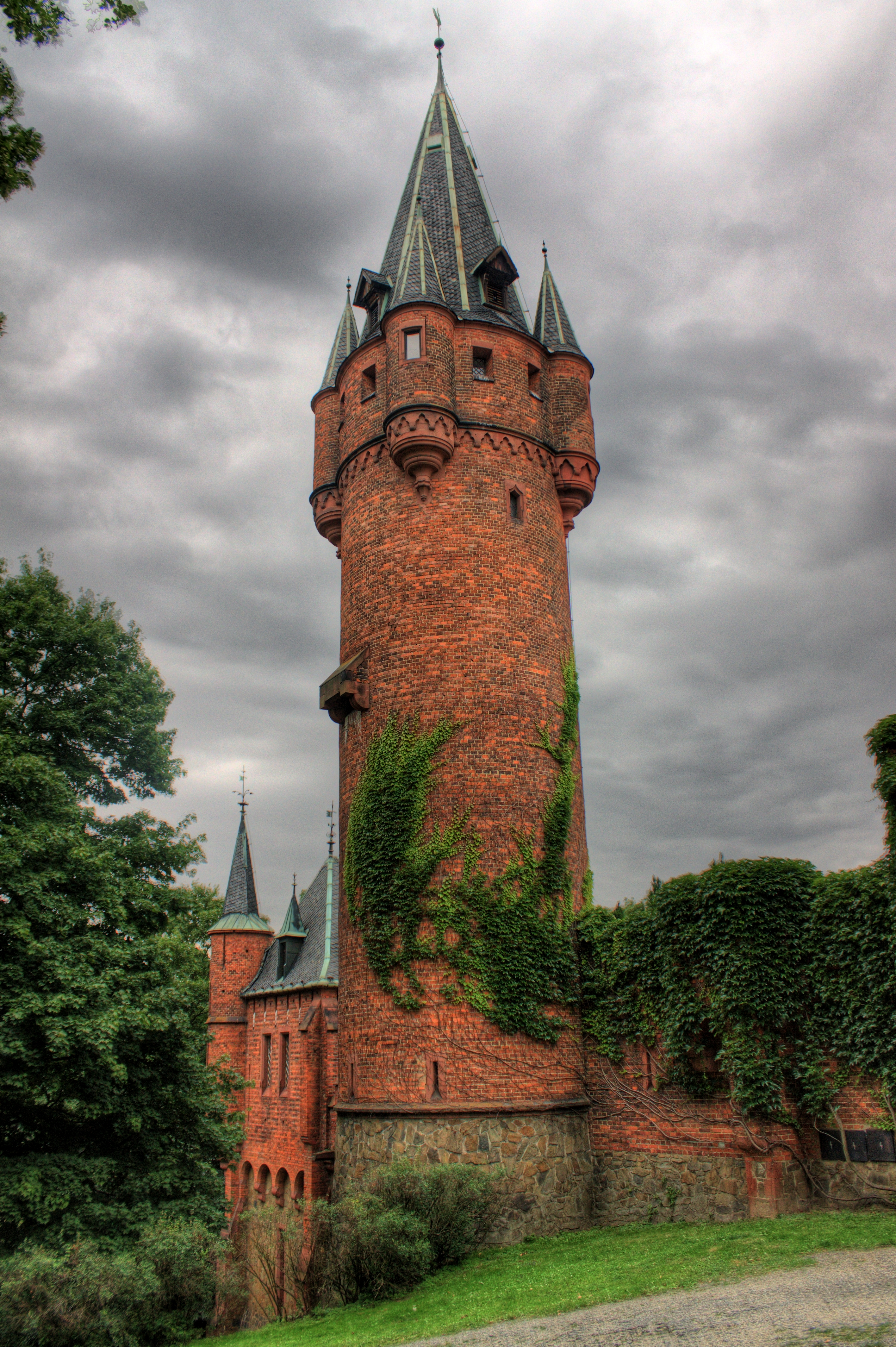
Hodinová věž
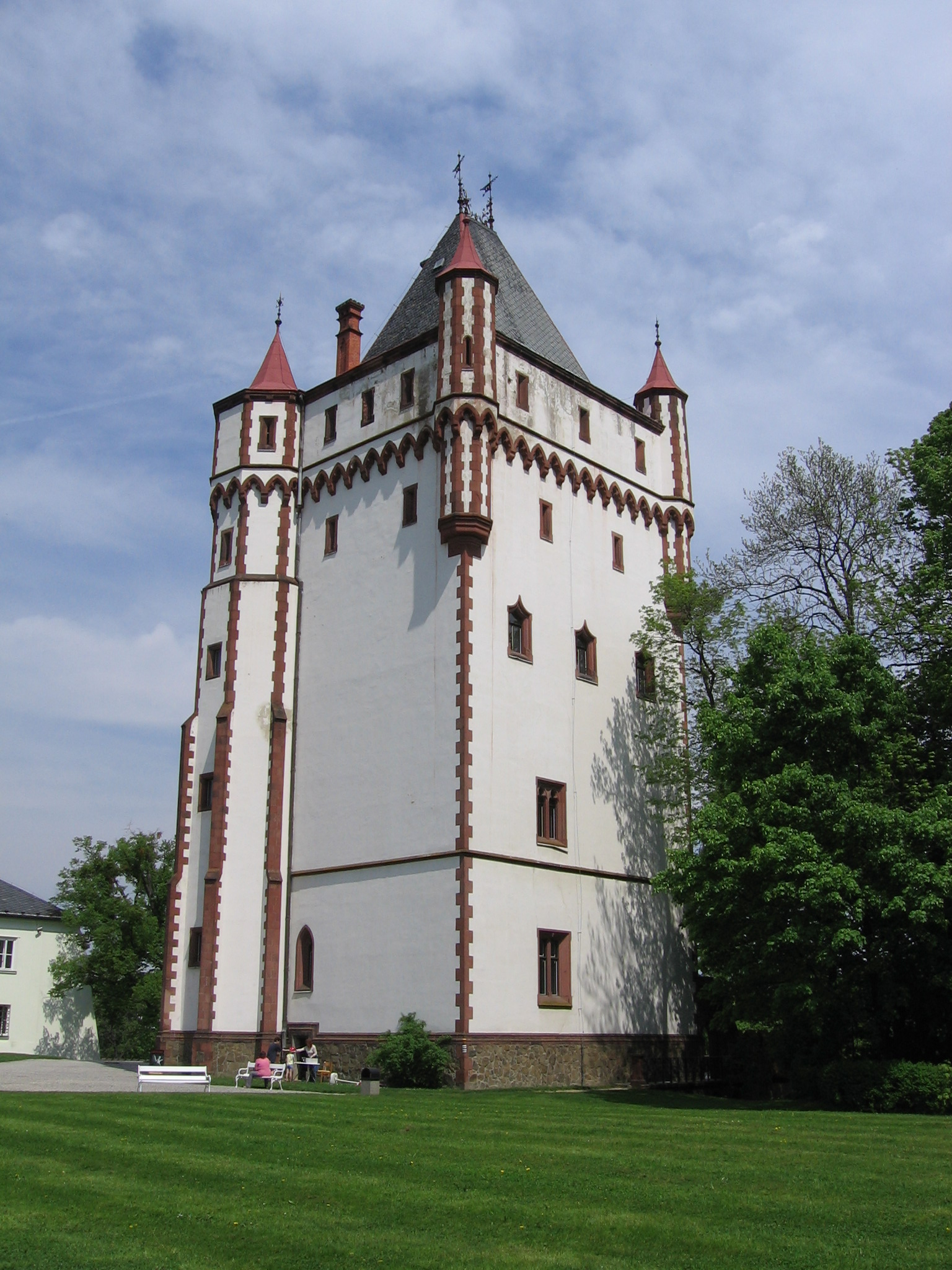
Bílá věž
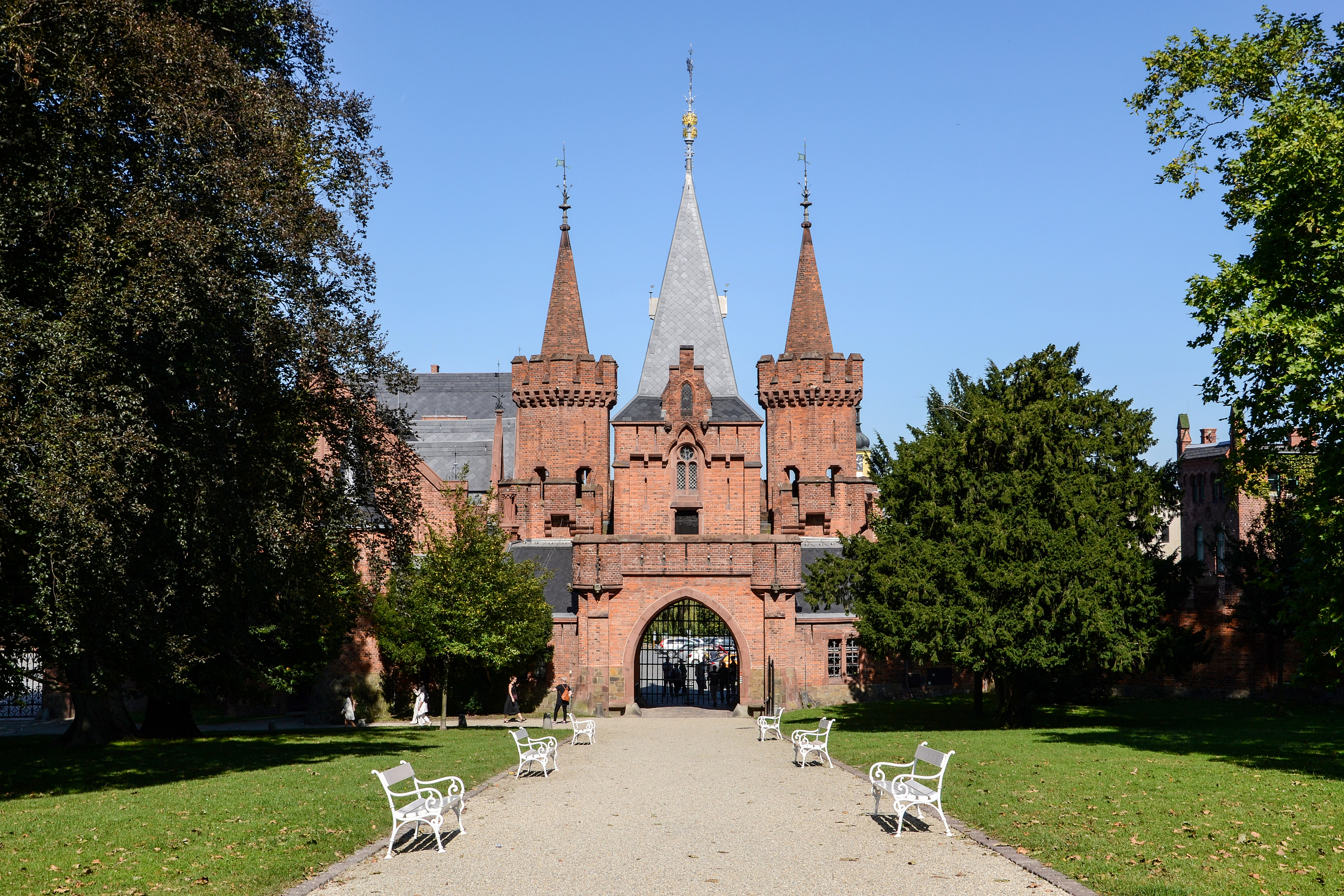
Vstupní brána
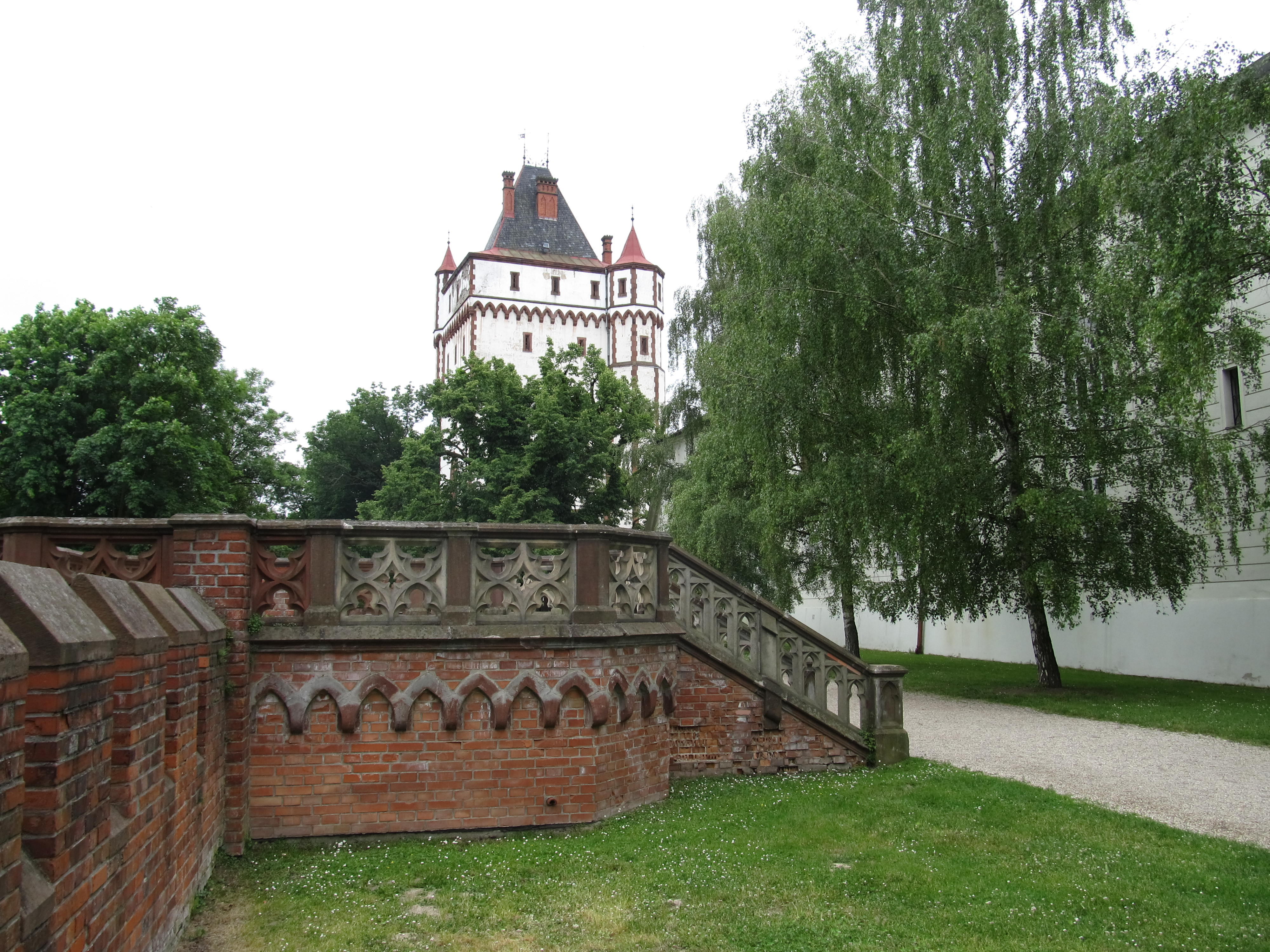
Vyhlídková terasa před Bílou věží
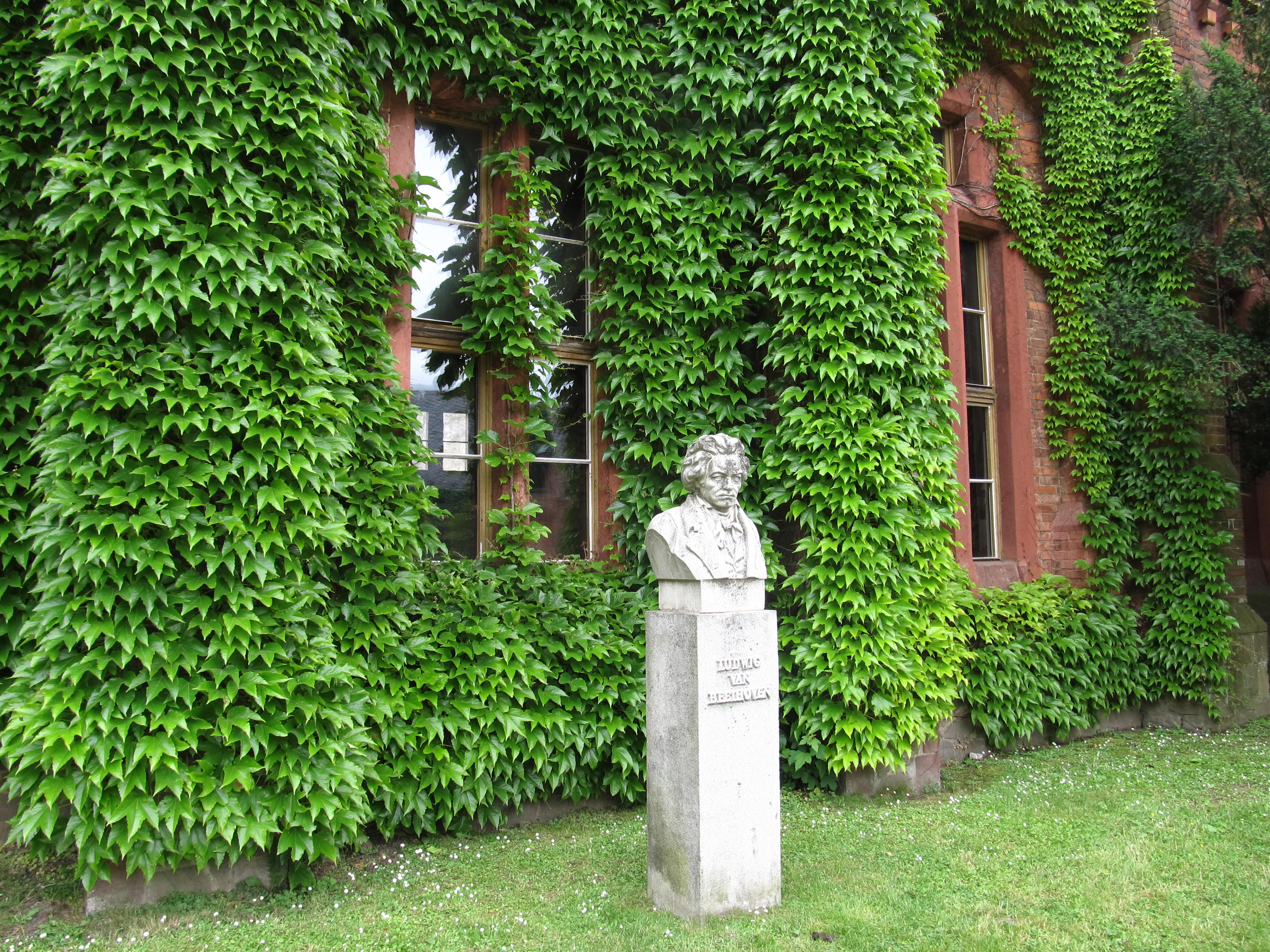
Busta Ludwiga van Beethovena na nádvoří Červeného zámku
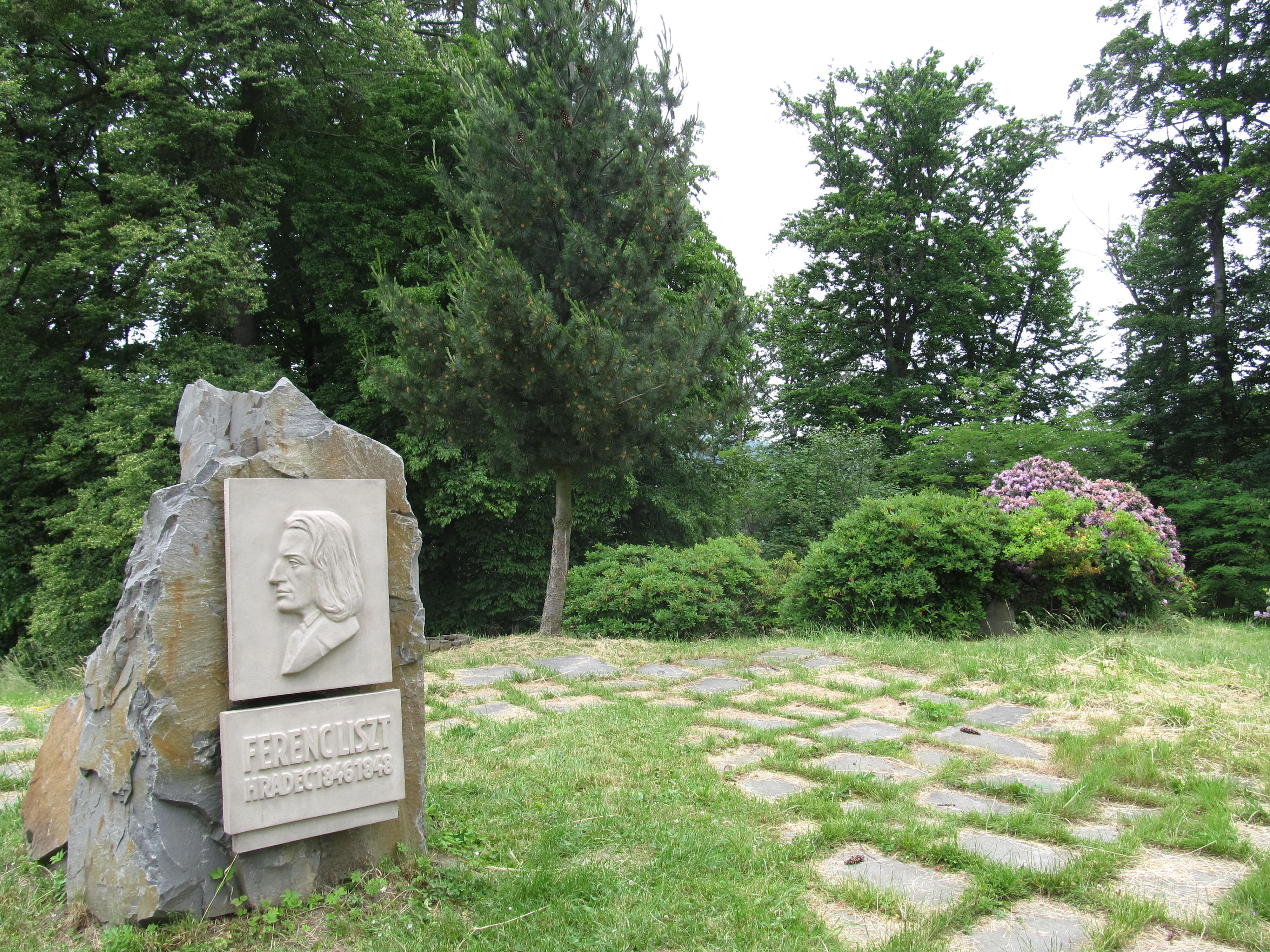
Pomník Ference Liszta v zámeckém parku